# Андрејевић
Андрејевић је српско презиме, настало од имена Андреј. Може се односити на следеће особе:
- Александар Андрејевић, српски фудбалер
- Ђорђе Андрејевић Кун, српски сликар
- Јован Андрејевић, први српски анатом и један од оснивача Српског народног позоришта
- Милета Андрејевић, амерички сликар рођен у Југославији
- Сима Андрејевић, српски трговац